# Marie de Lestrange
Marie de Lestrange, geborene de Langeac (* 1508; † 1588), Dame de Lestrange, Dame de Boulogne, war eine französische Adlige; sie war Hofdame der französischen Königin Eleonore von Kastilien und Mätresse des Herzogs von Orléans.

## Leben
Marie de Langeac war die älteste Tochter des Bailli d’Auvergne, Renaud de Langeac, Vicomte de La Mothe Bromont, Seigneur de Langeac, de Brassac, de Domeyrat, de Monteclerc, de Coutenghot et de Villeneuve (in der Auvergne), und seiner Frau Claudine de Lespinasse. Ihre Eltern hatten 1501 geheiratet, zehn Jahre später war Claudine de Lespinasse bereits verstorben: sie hatte während ihrer Ehe sieben Kinder zur Welt gebracht: François, Antoine, Marc, Tristan, Louis, Marie und Anne in regelmäßigen Abständen, und es ist wahrscheinlich, dass sie bei der Geburt ihrer jüngsten Tochter im Jahr 1511 im Kindbett starb.
Marie wurde mit ihren älteren Geschwistern François, Marc, Tristan und Anne aufgezogen (Antoine und Louis waren im Kindesalter gestorben). Der Vater arrangierte für sie die Hochzeit mit Louis de Lestrange, der etwa 30 Jahre alt und im Vivarais begütert war, und am Hof von König Franz I. als Mundschenk und Brotmeister diente. Der Ehevertrag wurde am 18. August 1527 in Montferrand unterzeichnet. Am 18. November 1527 wurde auf Antrag von Maries Vater ein Vormund für die junge Frau ernannt, Christophe d’Allègre, Seigneur de Viverot. Am 20. November verzichteten Marie und Louis de Lestrange auf Ansprüche auf das Erbe von Maries Eltern. Kurz nach der Hochzeit reiste das Ehepaar nach Paris, wo Marie bei Hofe eingeführt wurde.
Am 5. August 1530 nahm König Franz I. in Mont-de-Marsan Eleonore von Kastilien, die Schwester von Karl V. zu seiner zweiten Frau. Für die neue Königin wurde ein Haushalt eingerichtet, in den Marie de Lestrange vier Jahre später als Hofdame eintrat – sie war 26 Jahre alt und hatte bereits fünf Kinder zur Welt gebracht: Françoise, Jean, Claude, Suzanne und François, im Jahr darauf folgte Anne.
Damals fiel die Schönheit von Marie de Lestrange ihren Zeitgenossen auf, Im Jahr 1539 verfasste Clément Marot für sie ein Gedicht zur Weihnachtszeit:
A la beauté de Lestrange / face d’ange / je donne longue vigueur / pourvu que son gentil cœur / ne se change (Étrennes aux princesses et dames de la Cour, 1539/40)
„Der Schönheit von Lestrange / Engelsgesicht / gebe ich lange Kraft / solange ihr freundliches Herz / sich nicht verändert“
Und:
 Celle qui porte un front cler et serain / semblant un ciel où deux planètes luisent / en entretien, grâce et port souverain / les autres passe autant que l’argent l’erain / et tous ces points à l’honorer m’induisent / les escrivains qui ses vertus déduysent / la nomment tous Madame de Lestrange / mais vu la forme et la beauté qu’elle a / je vous supply, compagnons, nommez là / dorénavant Madame qui est ange (Epigramm Nr. 165)
„Diejenige, die eine klare und heitere Stirn trägt / die einem Himmel gleicht, in dem zwei Planeten leuchten / in Pflege, Anmut und souveräner Haltung / die anderen vergeht so viel wie Silber Erz / und alle diese Punkte, sie zu ehren, veranlassen mich / die Schriftsteller, die ihre Tugenden ableiten / nennen sie alle Madame de Lestrange / aber angesichts der Form und der Schönheit, die sie hat / bitte ich euch, Gefährten, nennt sie / von nun an Madame, die ein Engel ist.“
Ihr Ehemann wurde 1541 als Botschafter nach Deutschland geschickt, im Jahr darauf nach Flandern. Marie de Lestrange, blieb am Hof und wurde zu dieser Zeit die Geliebte des dritten Sohnes von Franz I.: Charles d’Angoulême, der gerade 20 Jahre alt gewordene Herzog von Orléans; ihr Amt als Hofdame der Königin gab sie auf, sie bekam dann ihr siebtes Kind, die Tochter Hélène.
Anfang September 1545 infizierte sich der Herzog von Orléans im Feldlager zwischen Abbeville und Montreuil mit der Pest und starb am 9. des Monats. Marie de Lestrange war schwanger, als sie von der Nachricht erfuhr. Nachdem Marie ihre Tochter Charlotte zur Welt gebracht hatte, nahm die Königin sie wieder als Hofdame zu sich.
1547 starb Franz I. und sein Sohn, der Dauphin, wurde unter dem Namen Heinrich II. der neue König. Die verwitwete Eleonore von Kastilien sah nun keine Veranlassung mehr, am französischen Hof zu bleiben, zog sich nach Brüssel zu ihrer Schwester Maria zurück, der Statthalterin der habsburgischen Niederlande, und kehrte später nach Spanien zurück, wo sie 1558 starb.
Marie de Lestrange, inzwischen vierzig Jahre alt, blieb nach dem Verlust ihres Hofamtes in Paris, wo ihr Mann seine Stellung am französischen Hof als Mundschenk und Panetier, jetzt des neuen Königs, weiter ausübte (er blieb dies auch unter den Königen Franz II. und Karl IX.). Dazu wurde er 1560 Gouverneur von Nîmes und 1566 zum Lieutenant-général du Roi en Languedoc. 1561 wurde er von den Ständen des Languedoc in die Generalstände von Melun delegiert.
Wenn das Ehepaar Lestrange nicht am Hof war, ließ es seine Burg Boulogne umbauen. Marie de Lestrange hatte von Franz I. zunächst 1538 und dann 1541 dazu große Summen aus der königlichen Schatulle erhalten. Das große Renaissancegebäude wurde um diese Zeit errichtet, ebenso wie die ursprünglichen Säulen und die Terrassenbrücke.
Louis de Lestrange machte im November 1562 ein erstes Testament. Er lebte noch im Dezember 1566, starb aber offenbar vor dem 19. September 1568, da er im Testament seines Sohnes Claude mit diesem Datum nicht mehr erwähnt wird. Ab 1568 hörte man nicht mehr viel von der verwitweten Marie de Lestrange, die sich nach Boulogne zurückgezogen hatte. Dort starb sie im Laufe des Jahres 1588 wohl im Alter von 80 Jahren.

## Nachkommen
Die Kinder von Marie und Louis de Lestrange sind:
1. Françoise (* um 1528; † nach 22. September 1596); ⚭ 6. April 1547 Guilhaume de Goÿs, Seigneur d’Antraigues et de Corbières († vor 17. September 1581)
2. Jean (* um 1529; † nach 17. Februar 1550), Vicomte de Cheylane
3. Claude (* um 1530; † 3. Oktober 1569 in der Schlacht bei Moncontour), Vicomte de Cheylane, Baron de Bologne; ⚭ 28. Dezember 1558 Catherine de Chabannes (* um 1537; † nach 1560)
4. Suzanne (* um 1532; † nach 1614); ⚭ (1) 26. März 1553 Antoine III. de Vogüé, Seigneur de Saint Maurice († 1557); ⚭ (2) 28. April 1558 Jean de Montcalm Gozon, Baron de Montclus, Seigneur de Tresques, d’Issirac, de Saint-André de Roquepertuise et d’Orgnac († nach 7. September 1595)
5. François (* 1533; † 29. August 1564), 1560 Bischof von Alet
6. Anne (* um 1535); ⚭ (1) 26. Mai 1555 Antoine de Coubladour, Seigneur de Talobre; ⚭ (2) 11. September 1584 Jean, Chevalier, Baron d’Apchier, Vicomte de Vazeilles, Seigneur de Salvas et de Thoras (* 29. August 1539; † 24. Juni 1586) Gouverneur des Gévaudan
7. Hélène (* um 1543; † nach 9. April 1614); ⚭ 24. März 1563 Claude de Naves, Seigneur de Mirandol († 24. November 1567)
8. Charlotte (* um 1545; † vor 1633); ⚭ 1. Juni 1570 Gabriel de Plantavit, Seigneur de Margon et de Villenouvette (* um 1537, † nach 1. Februar 1614)